# Enzo Evangelisti
Enzo Evangelisti (Firenze, 16 marzo 1920 – Milano, 24 agosto 1980) è stato un glottologo italiano, allievo e successore di Vittore Pisani nell'insegnamento della linguistica storica a Milano, tra i massimi studiosi del tocario.

## Biografia
Nato a Firenze, si trasferì ben presto con la famiglia a Milano, dove compì tutti i suoi studi, a partire dalle elementari.
Durante la guerra, fu tenente nei reparti di fanteria da montagna nei Balcani, e dopo l'8 settembre, essendosi rifiutato di aderire, come ufficiale, alle forze nazifasciste, venne internato in un campo di concentramento in Germania, da cui tornò molto provato nel fisico e nello spirito. 
Subito dopo la fine della guerra, tornò agli studi di glottologia che aveva iniziato prima di essere chiamato alle armi, e si laureò con lode il 30 novembre del 1946, con una tesi dal titolo Tocharica, svolta sotto la direzione di Vittore Pisani. Di Pisani egli fu uno degli allievi più brillanti, ed è a lui che, dopo l'uscita dal ruolo del maestro, nell’a.a. 1969-70 venne affidata la cattedra di glottologia dell'Università degli Studi di Milano, cattedra che egli tenne per un decennio, fino alla prematura scomparsa, avvenuta nel 1980.
Insieme a tanti altri giovani allievi di Pisani poi affermatisi nell'Accademia nelle più disparate discipline linguistiche, Evangelisti partecipò fin dalla fondazione (18 dicembre 1947) alle attività del Sodalizio Glottologico Milanese, animandolo con numerose comunicazioni e con un contributo instancabile a tutte le sue attività. Parallelamente, svolse la sua carriera accademica, prima come fu assistente volontario (1946-48), poi come assistente incaricato (1949-1950), e dal 1950 come assistente ordinario. Nel 1950 ottenne la libera docenza in Glottologia. Oltre all'insegnamento di questa disciplina, nel corso del tempo tenne anche Grammatica greca e latina, Storia comparata delle lingue classiche, Filologia germanica e Sanscrito. Dall’a.a. 1974-75 fino alla morte fu anche preside della Facoltà di Lettere di Filosofia. Anche durante il decennio del suo insegnamento, come già era avvenuto col suo predecessore, si vennero formando numerosi allievi che in seguito hanno assunto insegnamenti e incarichi rilevanti nell'Accademia, in Italia e all'estero (Giacomelli 2007: 124).
La sua produzione scientifica è concentrata, soprattutto nei primi tempi, sullo studio del tocario, lingua che, entrata da poco nell'orizzonte degli studi indeuropei, era al centro di vivaci dibattiti, soprattutto riguardo alla sua collocazione rispetto ai due grandi blocchi centum e satem. Gli interventi di Evangelisti permisero di delineare con chiarezza l'appartenenza di questo gruppo linguistico all'isoglossa centum (tipica delle lingue indeuropee occidentali), nonostante la sua posizione geograficamente orientale.
Ma gli interessi linguistici di Evangelisti spaziavano anche su molte e diverse aree linguistiche dell'Indeuropa, in particolare l'area indiana, il che gli permise di individuare insospettati collegamenti tra termini cultuali indiani e latini, come il mundus (cavità nel suolo che metteva in collegamento col mondo degli inferi), connesso con sanscrito maṇḍala (Evangelisti 1969) od il ruolo del pontifex, confrontato col sanscrito tīrtha-kara ("facitore del passaggio"), epiteto, tra l'altro, dei profeti o patriarchi jaina e di Viṣṇu «"che procura il passaggio" attraverso la vita, cioè "salvatore"» (Evangelisti 1969: 50-51).

## Principali scritti di Enzo Evangelisti
- "Sugli esiti tocarici di o indeuropeo", ACME 1.3 (1948), pp. 325-334.
- "La posizione linguistica del tocarico", Atti del Sodalizio Glottologico Milanese 1.1 (1948), p. 16.
- "Sugli esiti tocarici delle gutturali indeuropee", Atti del Sodalizio Glottologico Milanese 1.1 (1948), pp. 24-26.
- "Note tocariche I - Gli esiti tocarici delle gutturali indeuropee", Rendiconti dell'Istituto Lombardo. Accademia di Scienze e Lettere 82 (1949), pp. 139-148
- "Le desinenze verbali del tocarico (parte i e II)", Atti del Sodalizio Glottologico Milanese 2.1 (1949), pp. 30-33.
- "I modi di articolazione indoeuropei nelle palatalizzazioni tocariche", Ricerche Linguistiche 1 (1950), pp. 132-140. Traduzione in russo: "Индоевропейские зубные согласные и тохарские палатализации", in: Вячеслав Всеволодович Иванов (a cura di), Тохарские языки: Сборник статей, Москва, Издателство иностранной литературы, 1959, pp. 109-118, 156.
- Grammatica del tocarico. III - Il verbo, Milano, La Goliardica, 1950, 63 pp.
- "Recensione di: Anton Scherer, Gestirnnamen bei den indogermanischen Völkern, Heidelberg 1954", Paideia 10 (1955), pp. 71-72.
- L'imperfetto armeno e l'uso preteritale dell'ottativo indeuropeo, Arona, Paideia, 1955, 40 pp.
- "I participi in -nt- nello svolgimento dell'indeuropa linguistica", suppl. agli Atti del Sodalizio Glottologico Milanese 12 (1959), 9 pp.
- Tocharica, Brescia, Paideia, s.d. (1962), 8 pp.
- Dizionario di filosofia indiana, Brescia, Paideia, 1962, 158 pp.
- "Graecia Asianica, I-II", Atti del Sodalizio Glottologico Milanese 15-16 (1962-63), pp. 5-8.
- "Un 'nuovo' termine culturale miceneo", La Parola del Passato 97 (1964), pp. 304-306.
- "Graecia Asianica", Acme 18.1-2 (1965), pp. 1-11"
- "Ricerche sul suffisso -nt- di participio", Acme 18.3 (1965), pp. 3-19.
- L'infinito tocarico, Brescia, Paideia, 1965, 26 pp.
- Studi sull'etimologia del tocarico, Brescia, Paideia, 1965, 45 pp.
- "Una congruenza lessicale latino-indiana (a proposito del mundus sotterraneo)", in Studi linguistici in onore di Vittore Pisani, Brescia, Paideia, 1969, pp. 347-366.
- Per l'etimologia di Pontifex, Brescia, Paideia, 1969, 55 pp. (suppl. agli Atti del Sodalizio Glottologico Milanese 22).